# Chen Yuniang
Chen Yuniang (chinesisch 陈玉娘, Pinyin Chén Yùniáng, * 1946 in Surakarta, Niederländisch-Indien, als Tan Giok Nio) ist eine ehemalige Badmintonspielerin aus der Volksrepublik China.

## Karriere
Chen Yuniang war eine der bedeutendsten chinesischen Badmintonspielerinnen der 1970er Jahre. In dieser Zeit gab es noch eine strikte Trennung zwischen dem China-nahen Weltverband WBF und dem weitaus größeren Verband IBF, so dass sich Chen Yuniang nur selten mit den Größen des anderen Verbandes messen konnte. Als Tan Giok Nio in Indonesien geboren, begann sie im Alter von 10 Jahren mit dem Badminton und wurde 13-jährig Solo City Junior Champion. Mit 14 wurde sie Einzelmeisterin von Java. Sie verließ ihr Heimatland in Richtung China, noch bevor sie sich in der internationalen Spitze etabliert hatte. Für China gewann sie 1974 die Asienspiele im Dameneinzel. Zwischen 1964 und 1978 gewann sie acht nationale chinesische Titel. Nach ihrer aktiven Laufbahn wurde sie Trainerin und betreute im chinesischen Nationalteam unter anderem  Guan Weizhen, Tang Jiuhong und Huang Hua. 2002 wurde sie in die Badminton Hall of Fame aufgenommen. Heute lebt sie in Hongkong.